# Phare de Southsea
Le phare de Southsea est un phare situé sur le rempart occidental du château de Southsea, dans le comté du Hampshire en Angleterre. Il marque le passage est de l'entrée à Port de Portsmouth.

## Histoire
Ce phare d'entrée du port de Portmouth est une tour en pierre cylindrique. Il émet un flash blanc chaque seconde. Il possède aussi un feu directionnel d'entrée de port, affichant en continu un feu rouge, blanc ou vert selon direction.
Identifiant : ARLHS : ENG-134 - Amirauté : A0691 - NGA : 0956 .
|                             |
| Le phare de Southsea Castle |

|                                 |
| Château de Southsea et le phare |

### Lien connexe
- Liste des phares en Angleterre